# Cristian Ponde
Cristian Ioan Ponde (Făurești, 26 gennaio 1995) è un calciatore portoghese, attaccante del Marítimo.

## Caratteristiche tecniche
È un centravanti.

## Carriera

### Club
Nato in Romania, all'età di 10 anni entrando a far parte delle giovanili dell'Olhanense. Dopo un solo anno è passato allo Sporting Lisbona con cui ha giocato per nove anni nelle giovanili prima di entrare in pianta stabile nella squadra riserve.
Dopo aver trascorso la stagione 2016-2017 in prestito al Covilhã, il 6 settembre 2018 è stato ceduto a titolo definitivo al Karpaty.

### Nazionale
Ha giocato nelle nazionali giovanili portoghesi Under-17 ed Under-19.

## Palmarès

### Club

#### Competizioni nazionali
- Challenge League: 1

Grasshoppers: 2020-2021